# Hajdú Norbert
Hajdú Norbert (Istenmezeje, 1982. október 1. –) magyar labdarúgó.

## Pályafutása
Vácott kezdte el a profi futballt, a bajnokságban 17 évesen debütált. 2001-ben igazolt az Újpest utánpótláscsapatába, majd egy évvel később az Újpest-Fóthoz. Következő csapatában, Tatabányán vált széles körben ismert játékossá. 2008 januárjában visszaigazolt Újpestre, a transfermarkt.de szerint 40 ezer euróért vásárolta meg a fővárosi együttes a Tatabányától. 2011. június végén jár le a szerződése Újpesten.
2008. július 23-án 1 évre kölcsönbe Zalaegerszegre igazolt. A ZTE színeiben 25 NB I-es mérkőzésen lépett pályára (19-szer kezdőként), 1643 percet töltött a pályán, és két gólt lőtt. A ZTE II NB II-es csapatában 2 mérkőzésen összesen 180 perc játéklehetőséget kapott,  míg a Ligakupában négyszer lépett pályára.
A 2009-2010-es szezonban az Újpest ismét kölcsönadta, ezúttal a Budapest Honvéd csapatának. 3 alkalommal talált be az ellenfelek kapujába (Kaposvár, MTK, Pápa).
2010-ben 3 éves szerződést írt alá a Honvéddal. A kispesti csapat alapembere volt, a 2011/2012-es szezonig pedig a csapat kapitányaként is tevékenykedett. A szezon befejeztével a klub megvált a kiváló játékostól.
2012. június 27-én 2 évre szóló szerződést írt alá a ZTE FC csapatával.